# Arganaceras
Arganaceras vacanti
Genre
Espèce
Arganaceras est un  genre éteint d'anapsides de la famille également éteinte des Pareiasauridae.
Une seule espèce est rattachée au genre : Arganaceras vacanti.
C'était un animal proche des Chelonia (tortues), qui vécut au Permien supérieur (il y a environ 260 millions d'années). Il a été découvert au Maroc.
Un de ses parents proches les plus célèbres était Scutosaurus. Arganaceras était un herbivore massif qui avait pour prédateurs les gorgonopsiens, des thérapsides (reptiles mammaliens) carnivores et des amphibiens carnassiers. Il ne survécut pas à la crise biologique de la fin du Permien.

## Référence
- Jalil & Janvier, 2005 : Les pareiasaures (Amniota, Parareptilia) du Permien supérieur du Bassin d'Argana, Maroc. Geodiversitas, vol. 27, n. 1, p. 35-132 (texte original).